# Badis (Gattung)

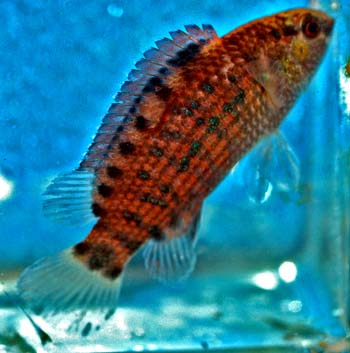
Badis blosyrus

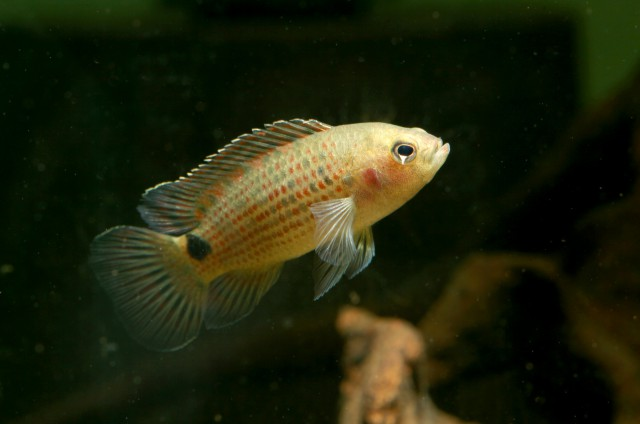
Badis khwae

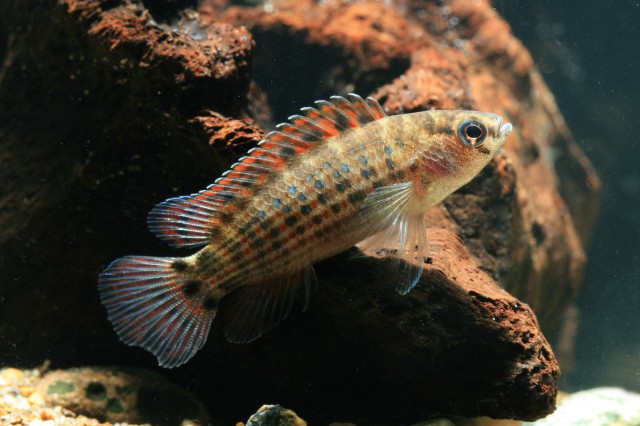
Badis ruber

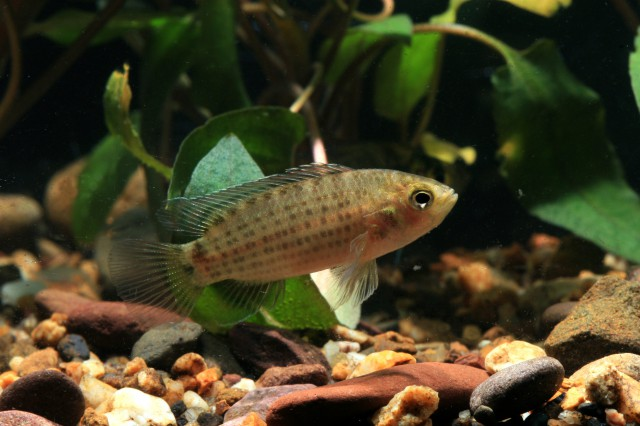
Badis siamensis

Badis ist der Name einer von zwei Gattungen der Familie der Blaubarsche. Es handelt sich bei den Vertretern dieser Gattung um kleinbleibende Süßwasserfische mit einer Körperlänge von weniger als 7 cm.

## Verbreitung
Badis-Arten wurden bislang in Pakistan, Indien, Myanmar, Bangladesch und Nepal festgestellt. Die Tiere leben in gut strukturierten Regionen in den Randbereichen größerer Gewässer. Soweit sie in strömungsstarken Gebieten angetroffen wurden, leben sie im Strömungsschatten.

## Beschreibung
Von der anderen Gattung der Blaubarsche – Dario – unterscheiden sich die Tiere dadurch, dass die Bauchflossen bei den Männchen nicht bis zur Basis des ersten Afterflossenstrahls reichen, die Schwanzflosse abgerundet und nicht abgestutzt ist und das die Seitenlinie mit Poren versehene Schuppen aufweist.

## Fortpflanzung
Bei den bisher bekannten der Gattung Badis zuzurechnenden Arten handelt es sich um Höhlenbrüter, bei denen das Männchen Gelege und Brut bewacht. Die eher einzelgängerisch lebenden Tiere finden zur Laichzeit zusammen, wenn das Männchen sein Revier absteckt. Im Unterschied zu Dario beteiligen sich die Männchen an der Brutpflege.

## Arten
In der Gattung Badis werden gegenwärtig 23 Arten geführt:
- Badis andrewraoi Valdesalici & Voort, 2015
- Badis assamensis Ahl, 1937
- Badis autumnum Valdesalici & Voort, 2015
- Blaubarsch, Badis badis (Hamilton, 1822) (Typusart)
- Badis blosyrus Kullander & Britz, 2002
- Badis britzi Dahanukar et al., 2015
- Badis chittagongis Kullander & Britz, 2002
- Badis corycaeus Kullander & Britz, 2002
- Badis dibruensis Geetakumari & Vishwanath, 2010
- Badis ferrarisi Kullander & Britz, 2002
- Badis juergenschmidti Schindler & Linke, 2010
- Badis kaladanensis Ramliana et al., 2021[3]
- Badis kanabos Kullander & Britz, 2002
- Badis khwae Kullander & Britz, 2002
- Badis kyanos Valdesalici & Voort, 2015
- Badis kyar Kullander & Britz, 2002
- Badis laspiophilus Valdesalici & Van der Voort, 2015
- Badis pallidus Kullander et al., 2019
- Badis pancharatnaensis Basumatary et al., 2016
- Badis pyema Kullander & Britz, 2002
- Badis rhabdotus Kullander et al., 2019
- Roter Blaubarsch, Badis ruber Schreitmüller, 1923
- Badis siamensis Klausewitz, 1957
- Badis singenensis Geetakumari & Kadu, 2011
- Badis soraya Valdesalici & Voort, 2015
- Badis tuivaiei Vishwanath & Shanta, 2004